# Bijsterhuizen
Bijsterhuizen is een wijk in de gemeente Nijmegen in de Nederlandse provincie Gelderland. Op 1 januari 2023 telde de wijk 20 inwoners, verdeeld over 6 woningen, op een oppervlakte van 1,44 km².
De wijk is in 1997 ontstaan. Bijsterhuizen ligt ten westen van de A73 en ten noorden van de N326 en grenst aan de gemeenten Wijchen en Beuningen. Door de wijk stroomt de Nieuwe Wetering. 

## Naamgeving
De naam komt in 1755 voor als Bÿsterhuÿsen. De oude benaming van Sectie E van de kadastrale gemeente Neerbosch is Bijsterhuizen. Dit is op het minuutplan uit 1822 ook de naam van het noordwestelijke deel van deze sectie; de naam van het andere deel is 't Broek. Een deel van de aangrenzende Sectie C: de Hoeven, van de kadastrale gemeente Beuningen heeft op het minuutplan uit 1820 de naam Bisterhuisen. Sinds 1977 is de naam Bijsterhuizen bij raadsbesluit vastgesteld. In het middelnederlands betekent Bijster woest, onherbergzaam. en dat zal deze streek qua karakter in vroegere tijden zijn geweest.

## Geschiedenis
Eind jaren 1940 zijn door Stichting Bodemkartering, tijdens een booronderzoek, aan de Bijsterhuizensestraat, een aantal scherven van potten uit de Romeinse tijd gevonden. Op grond van die informatie is het terrein door de Rijksdienst voor Cultureel Erfgoed aangemerkt als terrein met zeer hoge archeologisch waarde.       Er zijn in 2011 'plattegronden' van meer dan dertig huizen uit de bronstijd, de ijzertijd en de Romeinse tijd gevonden. In de 13e eeuw is de eerste bewoning ontstaan, toen de moerassen ten westen van Nijmegen werden drooggelegd. De Nieuwe Wetering werd na een bevelschrift van graaf Reinald II rond 1321 in dit gebied aangelegd, om de waterafvoer van het hele rivierengebied te regelen. Niet veel later werd Bijsterhuizen onderdeel van het dorp Neerbosch. De belangrijkste wegen zijn de Bijsterhuizenstraat en de Broekstraat. In 1953 kreeg de Bijsterhuizenstraat zijn huidige naam, voorheen werd een deel als Krommestraat en een ander deel als Bijsterhuizenschestraat benoemd. De laatste vormt de huidige grens tussen de gemeenten Nijmegen, Wijchen en Beuningen.

## Bedrijvenpark Bijsterhuizen
De schaarste aan bedrijventerreinen in de jaren 1980 is aanleiding geweest om onderzoek te doen naar potentieel geschikte bedrijfsterreinlocaties in de regio. De gemeenten Wijchen en Nijmegen hebben toen besloten om gezamenlijk een bedrijventerrein te ontwikkelen op de locatie Bijsterhuizen. Het Nijmeegse deel loopt via het Palkerplein, de straat Bijsterhuizen en de Palkerdijk naar het noorden tot Knooppunt Neerbosch. Het noordelijke deel van Bijsterhuizen bestaat uit landbouwgrond. Het Wijchense deel bestaat uit drie gebieden. Ten zuiden van de Provinciale weg 326 tot de Mulderskamp ligt het terrein Bijsterhuizen-Zuid. Daarnaast ligt tot aan de N847 het terrein Bijsterhuizen. Ten noorden van de Provinciale weg 326, naast het Nijmeegse deel, ligt het terrein Bijsterhuizen-Noord dat aansluit op de Provinciale weg 847. Met de aanleg werd in de zomer van 1994 gestart en de opening was in het voorjaar van 1995. Er werken zo'n 6000 mensen.

## Mega-zonnepark
Vanaf 2021 zal een op het terrein tussen de A73 en de Bijsterhuizenstraat een zonnepark van 50 hectare komen met 90.000 zonnepanelen voor de opwekking van stroom voor 13.000 huishoudens. Onder de panelen worden gewassen en bloemen geteeld.

## Afbeeldingen

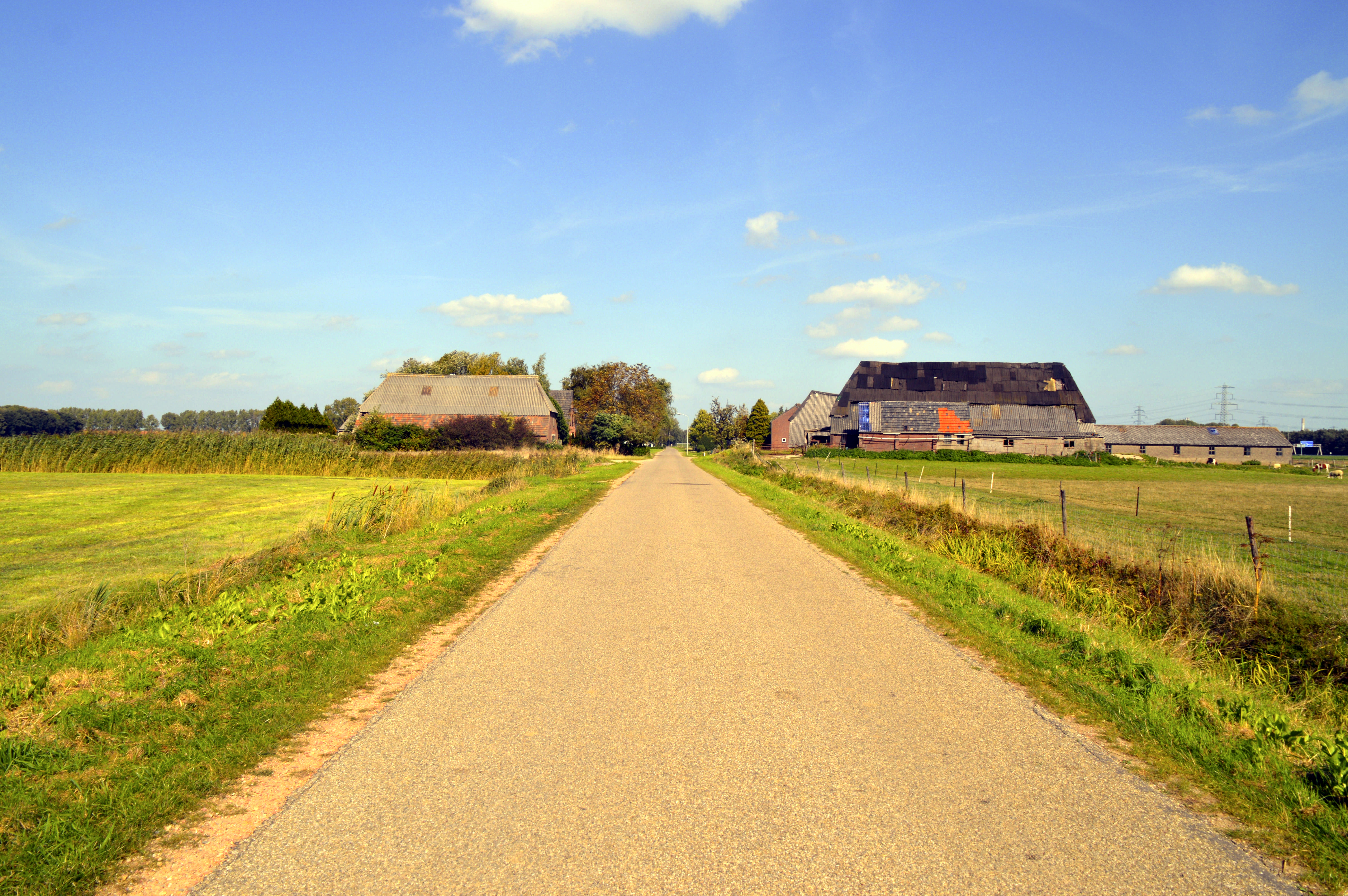
Oude Boerderijen en woningen aan de Bijsterhuizenstraat
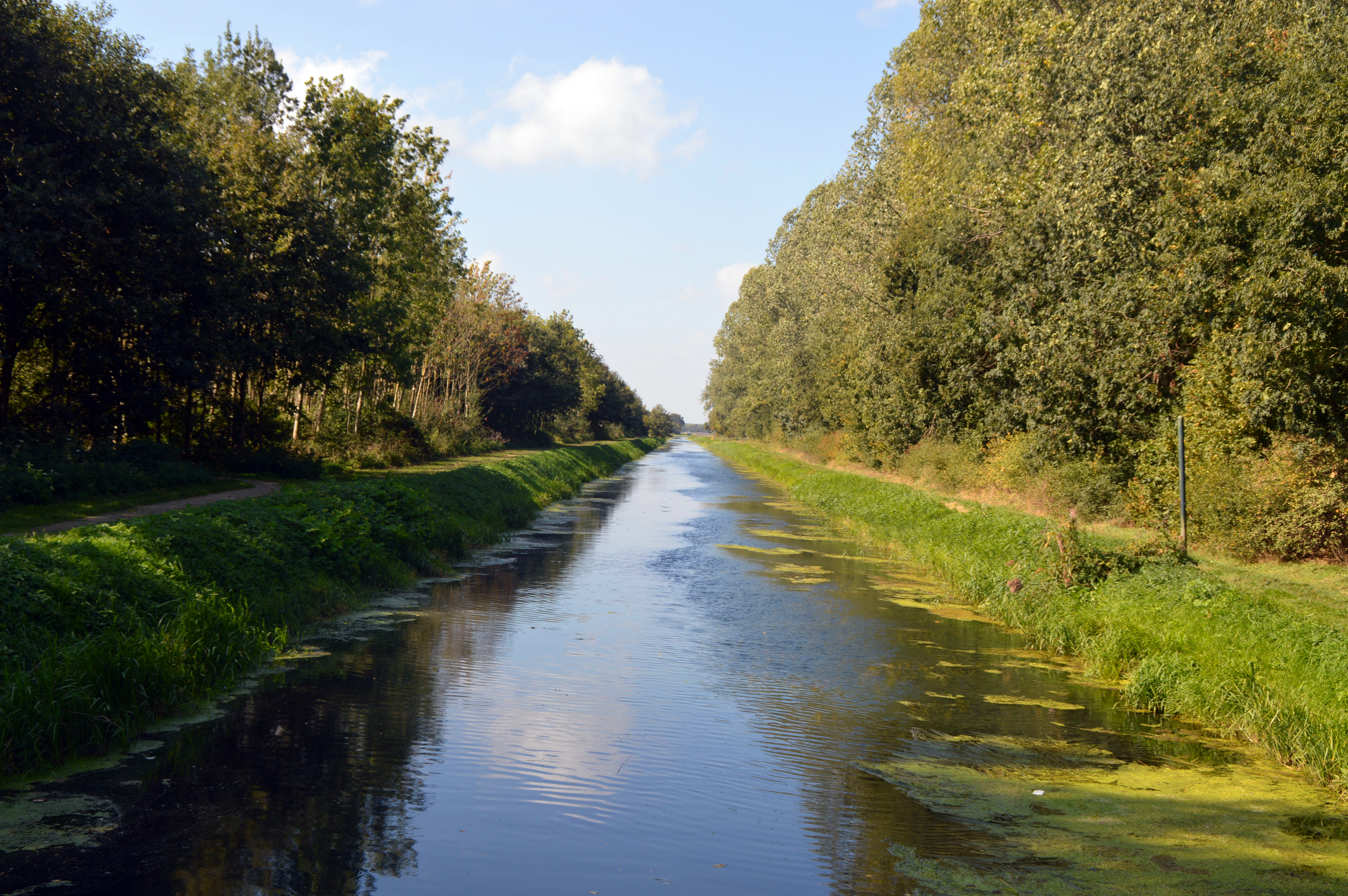
Nieuwe Wetering
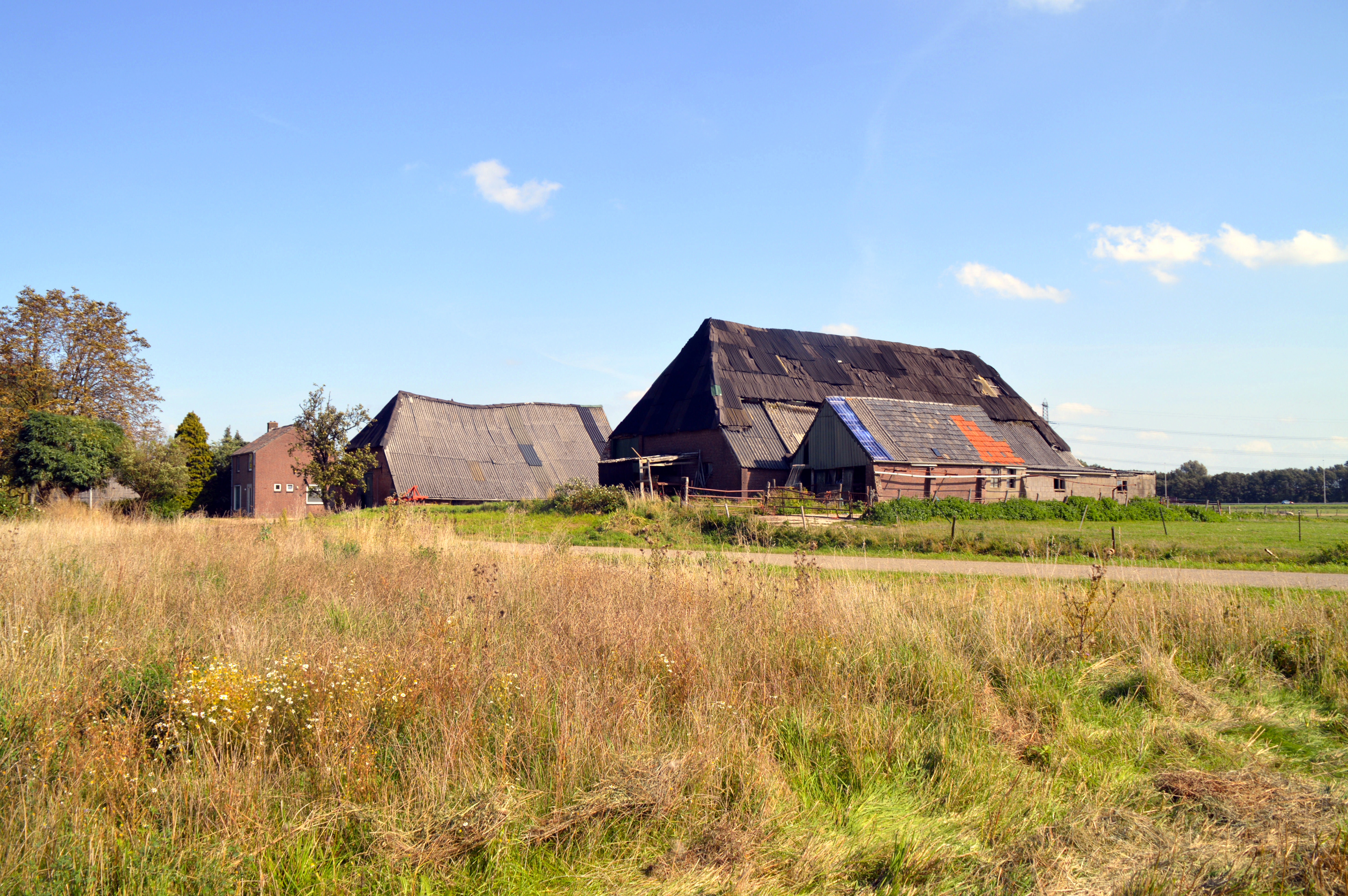
Boerderijen aan de Bijsterhuizenstraat. Afgebroken in 2019.
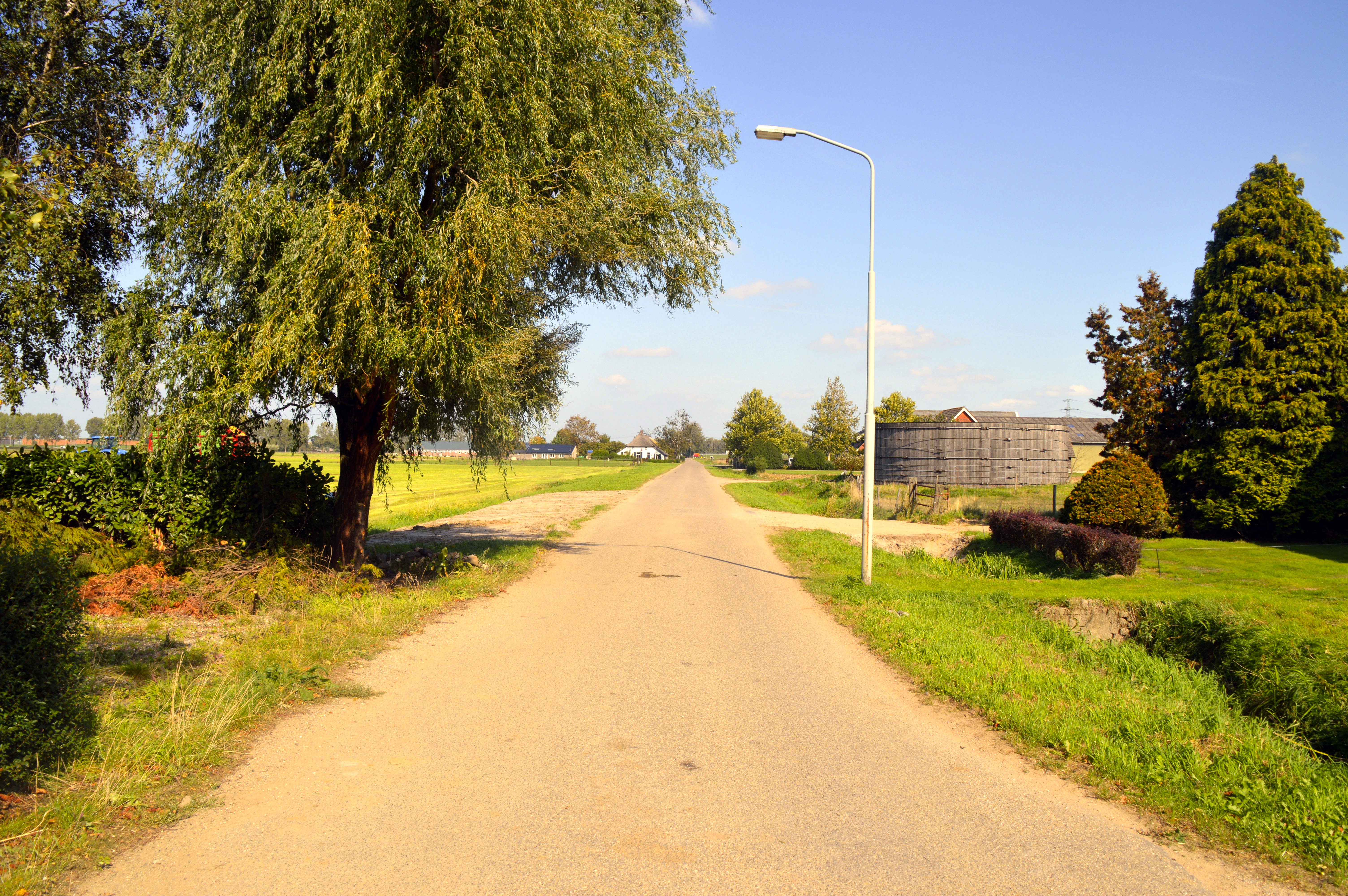
Bijsterhuizenstraat
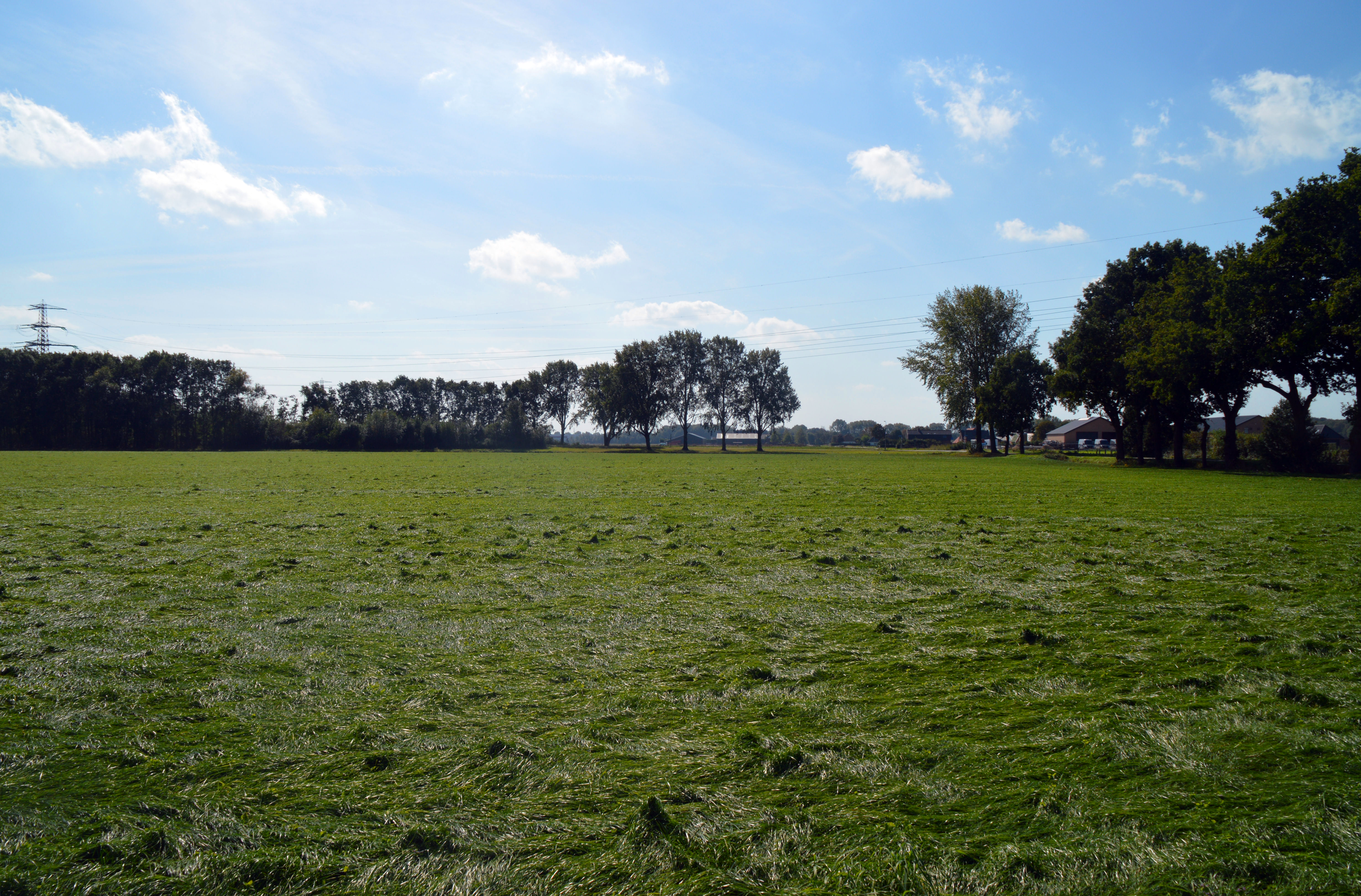
Knooppunt Neerbosch, met zicht op de Broekstraat
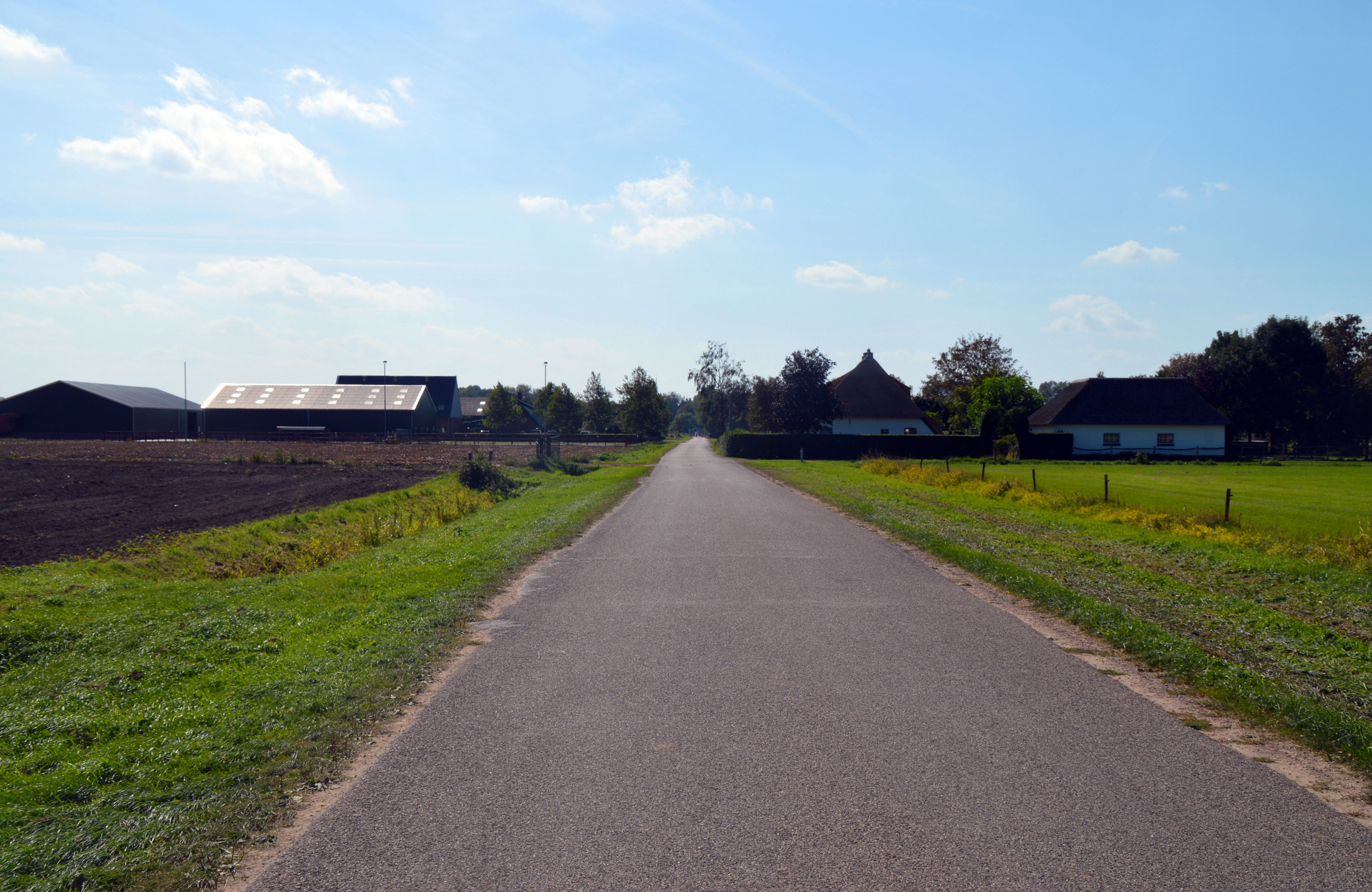
Boerderijen en woningen aan de Bijsterhuizenstraat
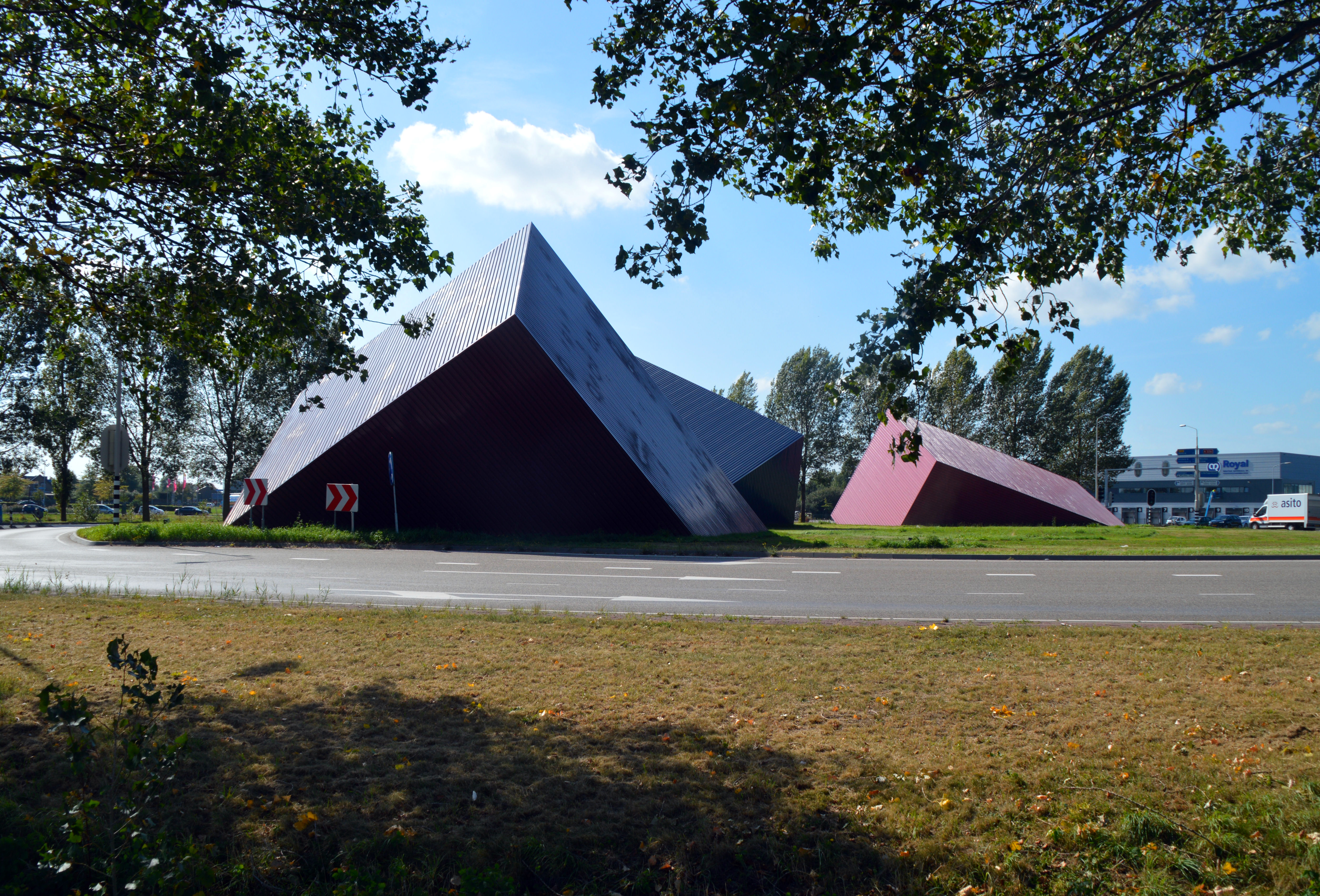
Palkerplein
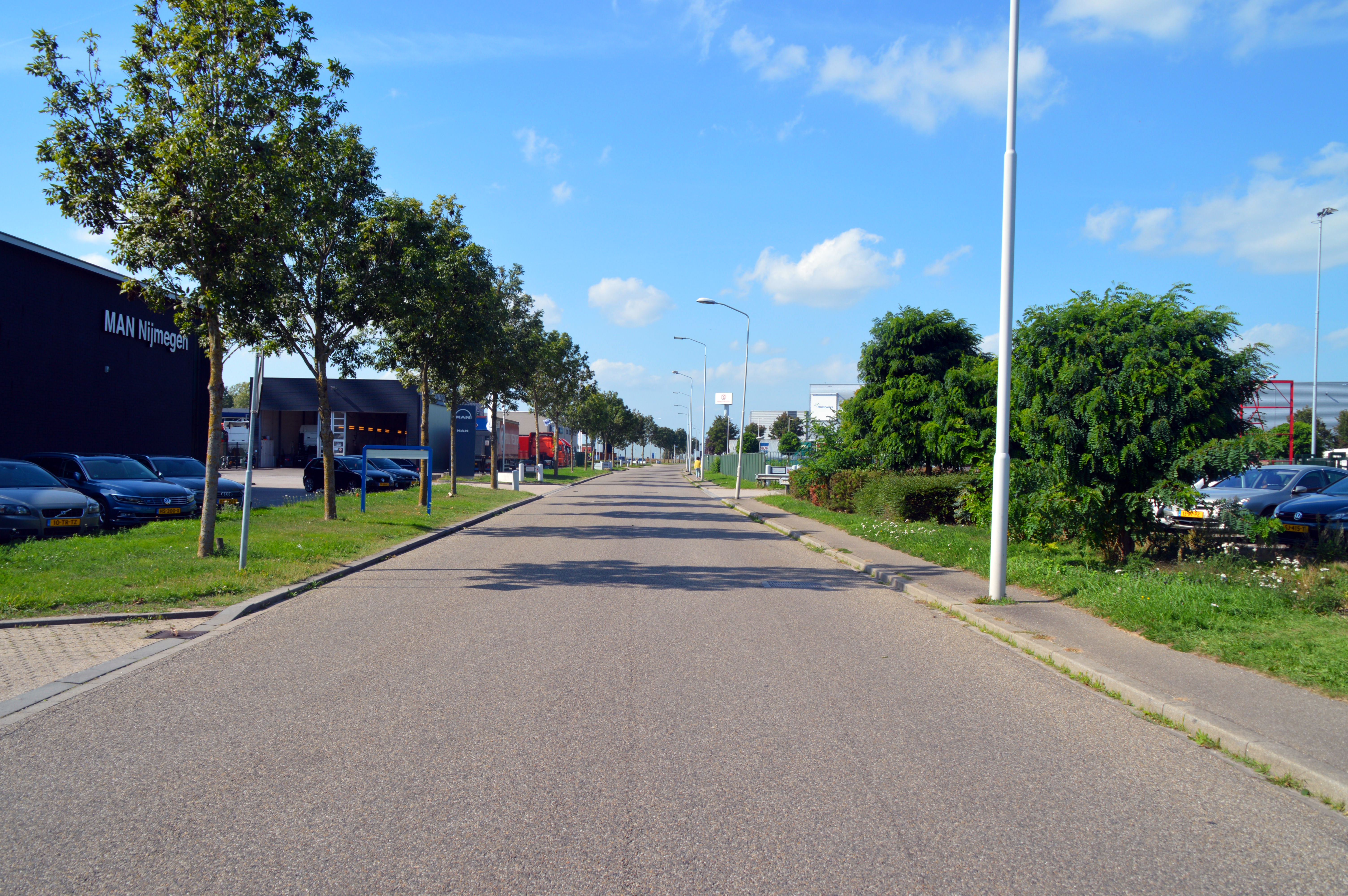
Bedrijventerrein